# Batalla de Río de Oro
La batalla de Río de Oro va ser un combat entre dos vaixells que va passar el 26 d'agost de 1914, durant la Primera Guerra Mundial. El creuer protegit britànic HMS Highflyer va atacar el creuer auxiliar SS Kaiser Wilhelm der Grosse davant de les costes de Río de Oro, al Sàhara Espanyol.

## Antecedents

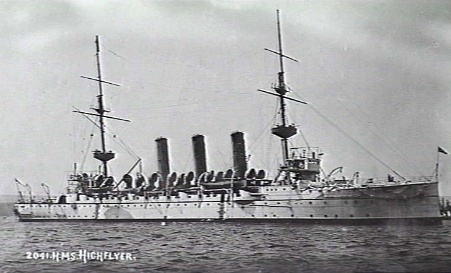
HMS Highflyer

El vaixell alemany SS Kaiser Wilhelm der Grosse, sota el comandament de Max Reymann, va ser originalment un vaixell de passatgers construït el 1897 i formava part de la marina mercant alemanya fins que va ser requisat per al servei quan va esclatar la Primera Guerra Mundial. Va ser equipat amb sis canons QF 4 de 40 mm i dos canons de 37 mm. El vaixell es va destinar a l'Atlàntic per atacar els vaixells mercants.
El vaixell britànic HMS Highflyer, comantat per Henry T. Buller, era un creuer protegit construït el 1898 amb onze canons QF 6 de 40 mm, nou QF 12 de 76 mm, sis Ordnance QF 3 pounder Vickers de47 mm i dos tubs llançatorpedes. Era un vaixell de suport de la 5th Cruiser Squadron (5è Esquadró de Creuers) però li van donar la missió de caçar el vaixell alemany.

## Batalla
La batalla de Río de Oro va començar el 26 d'agost de 1914, quan el SS Kaiser Wilhelm der Grosse va ser agafat per sorpresa en un port mentre s'estava proveint de carbó de tres colliers alemanys i austrohongaresos.

El HMS Highflyer, abans d'obrir foc contra el creuer alemany, va exigir la rendició, però el comandant alemany va argumentar que els britànics havien violat la neutralitat d'Espanya.

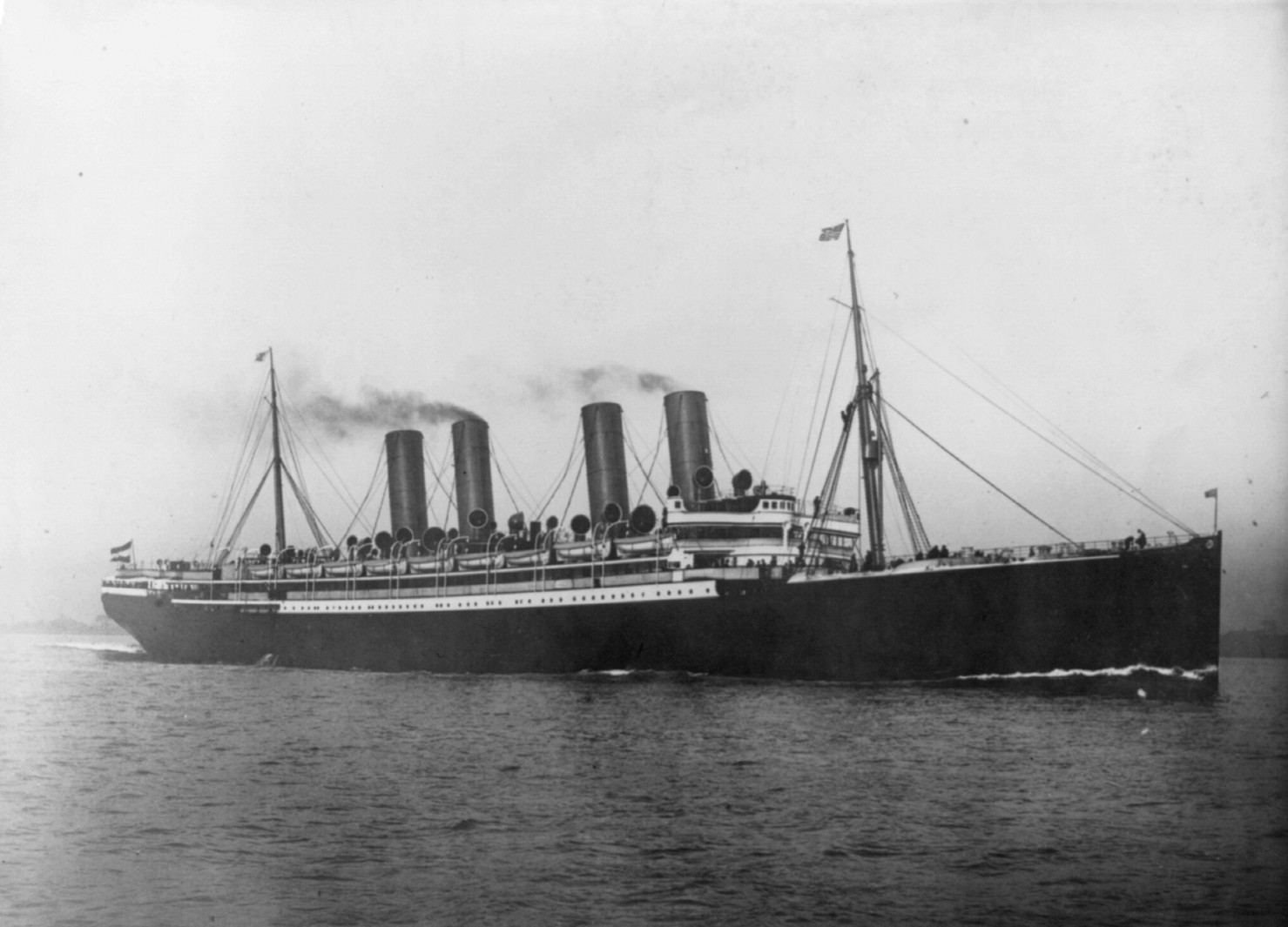
SS Kaiser Wilhelm der Grosse

Els britànics va ignorar això perquè els alemanys ja havien violat la neutralitat d'Espanya una setmana abans quan es van abastir en un port neutral. Així que la batalla va començar, i entre les 15.10 h i les 16.45 h els dos vaixells es van bombardejar un a l'altre, de vegades esquivant els trets.
Finalment, el SS Kaiser Wilhelm der Grosse va esgotar la seva munició i va començar a fugir de la batalla. Sense municions, la tripulació va enfonsar el seu vaixell enmig de l'Atlàntic i el van abandonar. Els mariners alemanys van arribar a la costa i van escapar pel desert del Sàhara.

## Conseqüències
Les fonts britàniques van insistir en aquell moment que el creuer auxiliar alemany va ser enfonsat per la tripulació del HMS Highflyer però, finalment, les històries dels mariners alemanys supervivents van començar a circular.
El SS Kaiser Wilhelm der Grosse va esdevenir el primer vaixell de passatgers enfonsat durant la Primera Guerra Mundial. Durant anys, les restes del vaixell alemany eren identificables perquè el seu costat d'estribord es va mantenir per sobre de la línia de flotació fins que el vaixell va ser desballestat el 1952.
En la batalla va morir un britànic i sis van ser ferits. Les baixes alemanyes són desconegudes.